# История Пьемонта

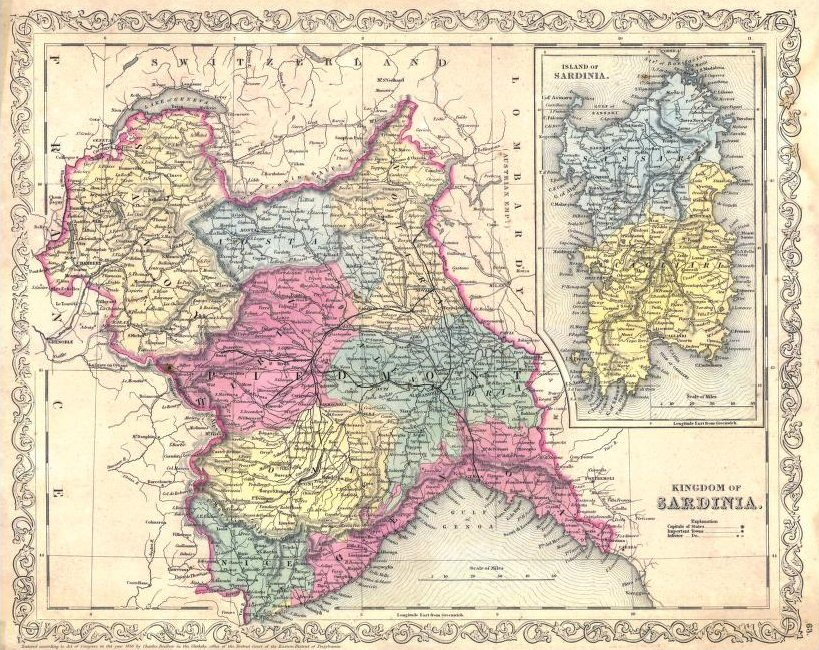
Сардинское королевство в 1856.

Название «Пьемонт» означает «подножье горы» и впервые упоминается в XIII веке. До XV века территория Пьемонта была раздроблена на множество феодальных владений. В XV век Пьемонт вошёл в Савойское герцогство (была установлена нераздельность Пьемонта с Савойей). С 1720 года стал основной частью Сардинского королевства со столицей в Турине. В 1802—1814 годах входил в состав Франции.
С 1820-х—1840-х годов — одна из наиболее развитых в экономическом отношении областей Италии. Буржуазия и обуржуазившееся дворянство Пьемонта играли значительную роль в итальянском национально-освободительном движении XIX века, являясь ведущей силой буржуазной Пьемонтской революции 1821 года, активно участвуя в Революции 1848—1849 годов в Италии.
Вокруг Сардинского королевства (фактически вокруг Пьемонта) в 1859—1860 годах произошло объединение Италии.
Во время Второй мировой войны Пьемонт в сентябре 1943 года был оккупирован немецкими войсками; он стал одним из важнейших центров Движения Сопротивления. Освобождён в основном силами Сопротивления в апреле 1945 года. Высокая степень концентрации промышленности и рабочего класса (прежде всего, в Турине) определила положение Пьемонта как одного из главных центров рабочего и демократического движения Италии.